# Если все
«Если все» (арм. Եթե բոլորը) — армянский художественный фильм 2012 года, снятый режиссёром Натальей Беляускене. Участник и лауреат различных международных кинофестивалей.

## История
Режиссёр Наталья Беляускене познакомилась с Микаелом Погосяном в Минске, а спустя год он прислал ей сценарий будущего фильма. По словам Микаеля Погосяна, сценарий был написан в феврале 2010 год, а осенью того же года начались съемки. Работа над фильмом закончилась в 2012 году. Изначально планировалось, что картина будет называться «Если все армяне подпрыгнут», но название урезали до «Если все». Главные роли в фильме сыграли Микаел Погосян и дебютировавшая в кинематографе студентка архитектурного университета Екатерина Шитова. Композитором в картине выступил Ваагн Айрапетян, написавший основную тему фильма. Помимо этого, в ленте можно услышать и национальные песни в живом «застольном» исполнении, а также женский вокал Лилит Пипоян.
Фильм был снят компанией Time production под патронатом президента Армении Сержа Саргсяна при содействии Национального киноцентра Армении и Министерства культуры
Сразу после выхода фильм принял участие в ряде международных кинофестивалей. Он был представлен в конкурсной программе Московского международного кинофестиваля в номинации «Перспективы». Фильм был признан лучшей игровой картиной в конкурсной программе «Армянская панорама» девятого международного кинофестиваля «Золотой абрикос» в Ереване, там же получил приз экуменического жюри. В Лос-Анджелесе на кинофестивале «Арпа» фильм победил в номинации «Лучший актёр». В конце 2012 года в номинации «Лучший фильм на иностранном языке» был выдвинут на соискание 85-й кинопремии «Оскар». В октябре 2012 года фильм был показан в конкурсной программе 8-го Международном кинофестивале в Бухаресте, Микаел Погосян стал победителем в номинации «Лучший актёр». В ноябре 2012 года картина была представлена на кинофестивале «Лучезарный ангел», где удостоилась второй премии, победив в номинации «За воплощение образа милосердия, добра, справедливости, сострадания и любви к ближнему». Кроме того, фильм был представлен в номинации «Лучший фильм стран СНГ и Балтии» российской национальной кинопремии «Ника».
Получил две награды на Пекинском международном кинофестивале — приз за лучшую музыку — Ваагн Айрапетян и приз за лучшую роль второго плана — Ваагн Симонян. Фильм также был представлен на Международных кинофестивалях в Пусане, Котбусе, Киеве, Минске. На XV Всероссийском Шукшинском кинофестивале получил главный приз.

## Сюжет
Дочь русского солдата, погибшего на Первой карабахской войне, приезжает из Саратова в Карабах к его товарищу. Она рассказывает ему о своём намерении посадить дерево на могиле отца и узнаёт, что могила находится на подконтрольной Азербайджану стороне. Вместе с другом отца она добирается до отцовской могилы. При посадке дерева их замечает азербайджанский пастух с ружьём. Выясняется, что его сын подорвался на мине в Карабахе. Пастух обещает отпустить их, если те пообещают посадить дерево для его сына. Вернувшись, герои сажают дерево в память о сыне пастуха.

## Над фильмом работали

### Режиссёрский состав
- Наталия Беляускене — режиссёр
- Микаел Погосян — сценарист, продюсер
- Тереза Варжапетян — сценарист, продюсер
- Иван Бархварт — оператор
- Ваагн Айрапетян — музыка

### Актёрский состав
- Микаел Погосян — Гурген
- Екатерина Шитова — Саша Масленикова
- Ваагн Симонян — Арч
- Мгер Левонян — Деро
- Карен Джангирян — затворник монастыря Тер-Григора
- Женя Мкртумян
- Армине Погосян
- Рудольф Гевондян
- Карен Цатурян

## Отзывы
Российский кинокритик и журналист Валерий Кичин, говоря о режиссёре фильма отмечал:

Режиссёр наделен даром внимания — к детали, к одухотворенному пейзажу, к каждому персонажу, даже случайно мелькнувшему в кадре. Пронизанный национальными мотивами, фильм талантлив не только формально. Он богат человеческими талантами — умением слушать и понимать, тянуться к свету и видеть его даже в полумраке
Микаел Погосян, согласно Валерию Кичину сыграл так лично и так мудро, что напомнил о временах, когда в кино ещё были возможны масштабные характеры и трагедийные роли. Именно таким традициям, без разделения на национальную принадлежность, следует фильм «Если все». Идеология доверия и открытости картины прорастает так естественно и спонтанно, что кажется, другой в человеческом общежитии и быть не может. В целом говоря о картине представленной на Московском международном кинофестивале критик отмечал:

Это редчайшая птица залетела к нам на фестиваль. В мир, который весь пронизан настороженностью, враждой и предчувствием беды, армянская картина рискнула прийти с открытой душой и дружески протянутой рукой. В дни, когда нас уверяют, что кругом опасно, что на любой стук надо в ужасе замереть, она, как встарь, призывает: «Звонят — откройте дверь». И тем пробуждает в зрителях сложные чувства, где щемящая ностальгия смешана с надеждой. Потому что любить людей, по фильму, нетрудно. Не «своих» и не «чужих» — просто людей.
Положительно о картине отозвался и российский журналист, редактор журнала «Медведь» Борис Минаев. После просмотра фильма он сравнил его с советской картиной «Белорусский вокзал», назвав ленту Натальи Беляускене армянским «Белорусским вокзалом». Говоря о фильме в целом он отмечал:

Каждая деталь — вкусная. Каждый диалог — короткий и смешной. Каждая пауза — по делу. Каждый видовой план уносит за горизонт ощущений. Над каждой песней хочется плакать. И даже сам жанр, не любимый мной — лирическая комедия (вот с советских времен не любил её), как-то вдруг кажется милым и адекватным..
После московской премьеры кинокритик Ренэ Еловецкая говорила:

Помимо присущих ленте художественных достоинств этот фильм — общественная акция, он пробуждает чувства добрые, когда, как у Пушкина, «народы, распри позабыв, в единую семью соединятся». Это не просто работа из дружественной республики, а поистине интернациональный фильм, высокий в своем зрительском посыле
Положительно оценили картину и ряд политиков. Мариос Гароян, бывший спикер парламента Кипра, отозвался о работе следующим образом:

Фантастический фильм — такие картины нужны сегодня. Армян и киприотов связывает очень многое — прежде всего культурные традиции и историческое наследие, освободительная борьба за независимость. Кипр прошел через колониальный период и Турецкую оккупацию, армяне — через геноцид в Османской Турции и войну с Азербайджаном. Так что у наших двух стран и народов — много общего
Чрезвычайный и полномочный посол Российской Федерации на Кипре Вячеслав Шумский, также не остался равнодушным после просмотра фильма:

Очень глубокий фильм, очень добрый. Фильм, который возбуждает давно забытые чувства — тесной дружбы, единения наших народов. Я просто потрясен — отлично!

## Обвинение в плагиате
Ознакомившись с сюжетом фильма, азербайджанский писатель Эльчин Гусейнбейли заявил, что авторы картины воспользовались его рассказом «Солнце бьёт в глаза» (2010), где главный герой также переходит границу и перебирается на сторону противника, чтобы посадить дерево, но во дворе своего дома. Он предложил Агентству по авторским правам Азербайджана обратиться по данному вопросу в комитет кинопремии «Оскар». 19 октября 2012 года состоялась специальная пресс-конференция в Союзе писателей Азербайджана, посвященная этому вопросу, в которой принимал участие и представитель Агентства. Гусейнбейли предположил, что с его рассказом создатели фильма могли ознакомится на российских сайтах, где он был опубликован в июне 2010 года . В ответ на это продюсер фильма «Если все» Микаэл Погосян прокомментировал обвинения Эльчина Гусейнбейли, назвав их нелепыми, и заявил, что сценарий фильма был написан в феврале 2010 года. Кроме этого Погосян отметил, если придерживаться логики Гусейнбейли, то его также можно обвинить в использовании сценария армянского фильма «Тоска» (1990), где главный герой переходит границу, чтобы умереть там, где родился.

## Награды и номинации
| Год  | Фестиваль                              | Город        | Номинация                                                                                | Результат         |
| ---- | -------------------------------------- | ------------ | ---------------------------------------------------------------------------------------- | ----------------- |
| 2012 | «Золотой абрикос»                      | Ереван       | Лучший игровой фильм (Армянская панорама)                                                | победа            |
| 2012 | «Золотой абрикос»                      | Ереван       | Приз экуменического жюри                                                                 | победа            |
| 2012 | Московский международный кинофестиваль | Москва       | Перспективы                                                                              | Номинация         |
| 2012 | «Лучезарный ангел»                     | Москва       | «За воплощение образа милосердия, добра, справедливости, сострадания и любви к ближнему» | победа            |
| 2012 | «Арпа»                                 | Лос-Анджелес | Лучший актёр                                                                             | победа            |
| 2012 | Бухарестский кинофестиваль             | Бухарест     | Лучший актёр                                                                             | победа            |
| 2013 | «Оскар»                                | Лос-Анджелес | Лучший фильм на иностранном языке                                                        | Попал в лонг-лист |
| 2013 | «Ника»                                 | Москва       | Лучший фильм стран СНГ и Балтии                                                          | Номинация         |
| 2013 | Международный кинофестиваль            | Пекин        | Приз за лучшую музыку — Ваагн Айрапетян                                                  | победа            |
| 2013 | Международный кинофестиваль            | Пекин        | Приз за лучшую роль второго плана — Ваагн Симонян                                        | победа            |
| 2013 | «Шукшинский кинофестиваль»             | Барнаул      | Лучший игровой фильм                                                                     | победа            |

## Награды
- 2012 — лучший игровой фильм в номинации «Армянская панорама» («Золотой абрикос»)
- 2012 — приз экуменического жюри («Золотой абрикос»)
- 2012 — 2-я премия («Лучезарный ангел»)
- 2012 — лучший актёр («Арпа»)
- 2012 — лучший актёр («Бухарестский кинофестиваль»)
- 2012 — лучшая музыка («Международный фестиваль в Пекине»)
- 2012 — лучшая роль второго плана («Международный фестиваль в Пекине»)
- 2013 — главный приз XV Шукшинского кинофестиваля[16]